# Colin Metters
Colin Metters (* 1948) ist ein britischer Dirigent und Musikpädagoge.

## Leben und Wirken
Metters initiierte 1983 an der Royal Academy of Music die Kurse für Dirigenten, deren Leitung er bis 2013 innehatte. Er dirigierte namhafte britische Orchester und arbeitete als Gastdirigent u. a. in Polen, Spanien, Deutschland, Australien, Singapur, Venezuela, Hong Kong, den Niederlanden, Frankreich, Griechenland und Neuseeland. Seit der Gründung 1979 ist er musikalischer Leiter und Chefdirigent des East Sussex Youth Orchestra. Er wurde 1997 musikalischer Berater und Erster Gastdirigent des Vietnam National Symphony Orchestra und erhielt 1999 als erster britischer Staatsbürger den Verdienstorden der Republik Vietnam.
Neben dem klassischen und romantischen Repertoire brachte er auch zahlreiche Werke zeitgenössischer Komponisten wie John Harvey, John Lambert, Matthew Taylor, Augusta Read Thomas, Leonard Salzedo, Ewen Bennett, Adam Gorb und Nicola Lefanu zur Aufführung. Er gab den Kompositionsauftrag für Robin Holloways Klarinettenkonzert, das er 1996 mit dem Solisten Andrew Marriner uraufführte und wurde von Krzysztof Penderecki für eine Aufführung seiner Ersten Sinfonie mit dem Krakauer Sinfonieorchester eingeladen. 2004 führte er mit dem New York City Ballet Werke von Igor Strawinski und Arnold Schoenberg im Lincoln Center auf.